# Cannon (serie televisiva)
Cannon è una serie televisiva statunitense di genere poliziesco, trasmessa dalla CBS per 5 stagioni, dal 1971 al 1976.
La serie è stata candidata per un Emmy nel 1973 e per un Golden Globe come Miglior serie drammatica nel 1974.
L'attore William Conrad è stato candidato per due Golden Globe come Miglior attore in una serie drammatica nel 1973 e 1974.

## Trama
Frank Cannon era un detective del Dipartimento di polizia di Los Angeles, ma si ritirò dopo la morte di sua moglie e suo figlio in un incidente d'auto e più tardi divenne un investigatore privato. La serie inizia nel punto in cui Cannon sta iniziando questa nuova carriera (il film pilota riprende dopo che Cannon ha appena trascorso 2 mesi e mezzo all'estero per un'indagine). La causa della morte della moglie e del figlio non è stata chiara durante le prime quattro stagioni dello show, tuttavia il primo episodio della quinta e ultima stagione ruota intorno all'indagine di Cannon sulla loro morte arrivando a scoprire il motivo per cui sono stati uccisi.
Frank Cannon ha un fisico corpulento e gusti costosi, specialmente nel cibo e nelle automobili. Il suo veicolo principale era un Lincoln Continental Mark IV del 1974 color ghiaccio, ma nel corso della serie, ha guidato sia la Lincoln Continental Mark III del 1971 sia un modello del 1976.
Le indagini di Cannon si sono sviluppate per lo più nell'area della California meridionale , anche se a volte è stato chiamato per indagini più lontano come nel New Mexico (nell'episodio pilota). Occasionalmente, Cannon veniva colpito o picchiato e cadeva privo di sensi. Portava una pistola per l'autodifesa, di solito un revolver speciale calibro 38 (che sembrava essere un Colt Detective Special ). Di frequente utilizzava nelle colluttazioni con i malviventi mosse di karate e di judo.
Nelle prime due stagioni, Cannon era un fumatore di pipa. Nella terza stagione, la pipa è stata vista occasionalmente per poi essere successivamente abbandonata del tutto.

## Guest-star
Durante le 5 stagioni dello show si sono alternate moltissime star: Willie Aames, Shelley Duvall, Mike Farrell, Paul Michael Glaser, David Janssen, Cameron Mitchell, Sheree North, Nick Nolte, Tina Louise, Donna Mills, Robert Loggia, Vera Miles, Pat Morita, Andrew Prine, Peter Strauss, Perry King, Stefanie Powers, Larry Linville, Keenan Wynn, Claudia Jennings, Judson Pratt, Murray Hamilton, Roy Scheider, Pamela Bellwood, Lloyd Bochner, Mark Hamill, Robert Foxworth, Peter Strauss, Clu Gulager, Martin Sheen, Leslie Nielsen, Charles Durning, Sondra Locke, David Soul, Tom Skerritt, Daniel J. Travanti, Steve Forrest, Kevin McCarthy, Glenn Corbett.

## Regie
Il regista che ha diretto il maggior numero di episodi della serie è stato George McCowan (23 episodi dal 1971 al 1975): seguono William Wiard (18 episodi), Lawrence Dobkin (9): tra le regie anche quelle di Lewis Allen.

## Episodi
| Stagione         | Episodi | Prima TV originale | Prima TV Italia |
| ---------------- | ------- | ------------------ | --------------- |
| Prima stagione   | 26      | 1971-1972          |                 |
| Seconda stagione | 24      | 1972-1973          |                 |
| Terza stagione   | 26      | 1973-1974          |                 |
| Quarta stagione  | 24      | 1974-1975          |                 |
| Quinta stagione  | 25      | 1975-1976          |                 |